# Egon Bondy

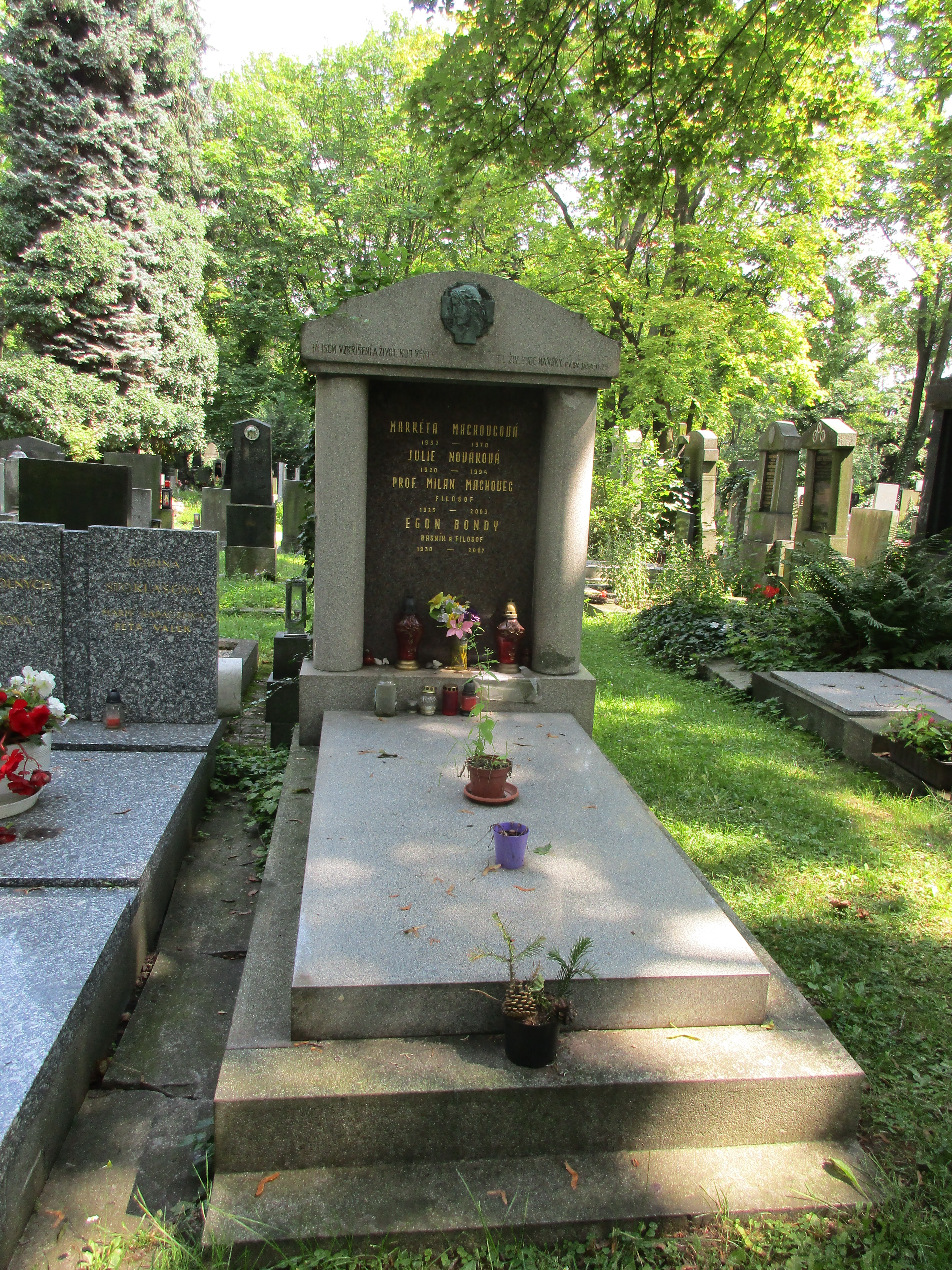
Hrob Bondyho, jeho přítele filozofa Milana Machovce a jejich partnerek Markéty Machovcové a Julie Novákové na pražských Malvazinkách

Egon Bondy, vlastním jménem Zbyněk Fišer (20. ledna 1930 Praha – 9. dubna 2007 Bratislava), byl český básník, prozaik a filozof, výrazný inspirátor českého undergroundu, na nějž zároveň donášel jako spolupracovník Státní bezpečnosti.

## Život
Jeho otec Jan Fišer byl plukovníkem československé armády, o matku Magdalénu přišel v mládí. V roce 1947 Zbyněk Fišer, budoucí Egon Bondy, přerušil studium na gymnáziu a vydal se na cestu bohémského života bez stálého pracovního poměru.
Jako zapálený marxista vstoupil v roce 1947 do KSČ, ale byl v roce 1949 vyloučen.
Jak napsal ve vzpomínkové knize Prvních deset let (rukopis 1981, vydáno 2003), žil počátkem 50. let „zjevně jako individuum práce se štítící, kriminální živel a sanktusák – po několik dlouhých let. Byl jsem za tu dobu zase i párkrát v blázinci, ale nepomohlo to. Pro pivo jsem byl schopen všeho“ (s. 61). Stálý pracovní poměr neměl, živil se i žebrotou a drobnými krádežemi.
Koncem 40. let se poznal s Karlem Teigem a Závišem Kalandrou a navázal přátelství s básníkem Ivem Vodseďálkem, nonkonformní literátkou Janou Krejcarovou, později s výtvarníkem Vladimírem Boudníkem a spisovatelem Bohumilem Hrabalem. Boudník brzy odhalil, že Fišer cituje cizí myšlenky a vydává je za vlastní a není schopen posoudit nejjednodušší realitu. V dopisech Mikuláši Medkovi o něm hovoří jako o hysterikovi a samolibém primitivovi. V dubnu 1952 se s ním rozešel. Mikuláš Medek Fišera nesnášel. V jeho denících je zmiňován pouze slovy „byl tu Fišer, hrozně blbý“, „velký vztek na Fišera“, „ať psi sežerou jeho zdechlinu“. Podle Teigeho tvořil Fišer s Krejcarovou polochoromyslnou dvojici, která patří do blázince. S Janou Krejcarovou navázal též intimní vztah a v roce 1949 s ní připravil surrealistický sborník Židovská jména, který obsahoval 15 textů. Od tohoto okamžiku Zbyněk Fišer začal užívat jméno Egon Bondy, které si zvolil jako výsledek surrealistické hry, později účelově vykládané jím samotným jako odpor proti dobovému antisemitismu, což časově neodpovídá – proces s Rudolfem Slanským a spol. se uskutečnil až v listopadu 1952 (K nositeli jména Egon Bondy viz např. ) V následujících letech psal básně, snil o světové revoluci, o snadném zbohatnutí a žil na hraně zákona.[zdroj⁠?!]
Ve svém životě na okraji společnosti se nakrátko dostal do vězení a během svérázného výletu (či pokusu o emigraci) do Rakouska zažil kuriózní dobrodružství s francouzskou tajnou službou, které nabídl provedení atentátu na sovětské vedení. „Věc je jednoduchá jak slunce. Potřebujeme 2 krabičky od sirek s blechami – ty jsem byl dokonce ochoten dodat gratis – naočkovanými všemi prevítskými mory světa… a moji agenti z lásky vypustí ty blechy při manifestaci 7. listopadu pod tribunou na Rudém náměstí. Vznikne sice nějaký ten počet epidemií, ale blechy přeskáčou samozřejmě zaručeně i na tribunu a skočí i na maršála Stalina, na maršála Vorošilova, na soudruha Beriju i na soudruha Molotova a další.“ (tamtéž, s. 54). Z pokusu sešlo, ale Bondy alespoň vyinkasoval nějaké peníze.Tato historka není potvrzená prameny, jedná se pouze o jeho vzpomínku.
Zájem o filozofii, především marxistickou, čínskou a indickou ho přiměl k návratu ke studiu. V roce 1957, ve věku 27 let, odmaturoval na Gymnáziu v Hellichově ulici, téhož roku se dostal na dálkové studium filozofie a psychologie na Filozofické fakultě Univerzity Karlovy, přestože nepodal včas přihlášku. „Šel jsem rovnou za děkanem. Ten tam samozřejmě nebyl, ale byl tam jeho tajemník Salač. Byl to alkoholik. Jak jsme na sebe dýchli, tak jsme poznali bratry v triku. Salač mne okamžitě, jakožto dělnického kádra, vzal ke zkušební komisi, že naposled mají ještě přezkoušet mne. A tím to ovšem bylo hotovo...“ (tamtéž, s. 88).
Studium absolvoval v roce 1961, v letech 1957–1962 navíc pracoval jako noční hlídač v Národním muzeu. Mezi roky 1962 a 1967 byl zaměstnán v bibliografickém oddělení Státní knihovny ČSSR. V té době začal publikovat ve vědeckých časopisech (Dějiny a současnost, Filozofický časopis aj.). V roce 1967 mu vyšly pod vlastním jménem první knihy, a to Otázky bytí a existence a Útěcha z ontologie. Za tyto filozofické práce obdržel v roce 1967 akademický titul doktor filozofie (PhDr.) a vědeckou hodnost kandidát věd (CSc.). Od stejného roku byl v invalidním důchodu. Až do roku 1969 vydával prorežimní marxistické publikace. V roce 1981 obdržel Cenu Egona Hostovského.
V 70. letech se seznámil s Ivanem Martinem Jirousem, manažerem hudební skupiny Plastic People of the Universe, která zhudebnila část jeho textů. V 80. letech ovlivnil ranou tvorbu Jáchyma Topola nebo J. H. Krchovského.

### Spolupráce s StB
Ačkoli se Bondy se ve svých textech nikdy neztotožnil s podobou poúnorového režimu a stal se jeho kritikem, bez zjevného odporu spolupracoval se Státní bezpečností. Informace StB předával již v roce 1954, ale teprve později byl veden jako (tajný) spolupracovník StB a to mezi roky 1961 a 1968 (agent, krycí jméno „Klíma“), 1973–1977 (důvěrník, krycí jména „Zbyněk“ a agent, krycí jméno „Mao“) a 1985–1989 (důvěrník, krycí jméno „Oskar“). Jako udavač se pro StB stal zdrojem informací o Jiřím Němcovi, Petru Uhlovi, Karlu Kosíkovi, Milanu Machovcovi, Václavu Havlovi a dalších osobách. Mikuláš Medek ho nesnášel, považoval jej za osobnost se sklonem k chvastounství a megalomanství. Bondy sám, od počátku 50. let, o sobě tajemně prohlašoval, že prodává svou duši. Psal udání i na svou bývalou družku Janu Krejcarovou (dceru Mileny Jesenské), jejího muže, sociologa Miloše Černého (na základě Bondyho udání vyloučen ze studia), filozofy Jana Patočku, Ivana Dubského, Jiřího Němce nebo mladé začínající spisovatele. Po tři desetiletí poskytoval režimu důležité kontrarozvědné, a dokonce rozvědné informace. V některých případech šlo o spolupráci založenou na drobných ústupcích a potěšeních, jako byly večeře s pohlaváry komunistického režimu a jejich ženami, nebo jen klid na práci a publikování svých knih.

### Rodina
Z manželství s Jaroslavou Krčmaříkovou (1936–2001) má Bondy syna Zbyňka Fišera ml. (narozen 23. listopadu 1959 v Praze), který působí jako docent české literatury na Masarykově univerzitě v Brně a také se příležitostně věnuje psaní poezie (sbírka Lesbický sen – 1993). Životní družkou se po rozchodu s rodinou Bondymu stala v roce 1963 Julie Nováková (1920–1994).
V roce 2010 se objevila mediální informace, že Bondy je také biologickým otcem nejstaršího ze tří synů své někdejší partnerky Jany Krejcarové-Černé Jana Černého, který od roku 1968 žije v Německu a je novinářem v Mannheimu (v letech 1979–2015 byl redaktorem deníku Mannheimer Morgen).

### Po roce 1989
Po sametové revoluci měl Bondy velké výhrady k politické situaci. Angažoval se v ultralevicových politických formacích (strana Levý blok, příspěvky do Haló novin aj.), psal politologické eseje. Hlásil se svého času k trockismu, později k maoismu, blízko měl i k anarchismu. Postupně bylo odhalováno jeho udavačství a ztratil pražské přátele. V roce 1989 se přestěhoval do Telče, odkud v 90. letech přesídlil do Bratislavy, svůj odchod Bondy prezentoval jako protest proti rozdělení Československa. V Bratislavě v letech 1993–1995 vyučoval na tamější Univerzitě Komenského filozofii. V posledním období života působil také jako zpěvák ve skupině Požoň sentimental, hrající hospodské folklórní písně. Už v roce 1981 napsal paměti Prvních deset let, zachycující jeho bouřlivé období přibližně v letech 1947–1957. Původně měly vyjít 50 let po autorově smrti, nakonec vyšly již v roce 2003. Do obecnějšího povědomí veřejnosti vešel však nejvíce díky knihám Bohumila Hrabala Morytáty a legendy, Něžný barbar (zfilmováno v roce 1989) a některým dalším. On a jeho paměti Prvních deset let inspirovaly film 3 sezóny v pekle.
Zemřel v pondělí 9. dubna 2007 v Bratislavě ve věku 77 let na následky popálenin III. stupně, které utrpěl po vzplanutí pyžama od vlastní cigarety.
Je pohřben v Praze-Smíchově na hřbitově Malvazinky, odd. GI, hrob 65.

## Básnické dílo
Básnické dílo Egona Bondyho čítá na 40 sbírek. Poezii psal od dětství, nejstarší zachované práce pocházejí z přelomu 40. a 50. let. S Ivem Vodseďálkem spoluzaložil samizdatovou edici Půlnoc (asi 1950–1953/1955), v níž pro pár přátel oba prezentovali své texty. (Celkem zde sice publikovalo 11 autorů, většina ovšem jen sporadicky). Název Bondyho raného díla – Totální realismus (1950) – dal název celému jeho tvůrčímu stylu, který znamenal odklon od dosud vyznávaného surrealismu. Poezie reaguje na neradostnou současnost, kdy budovatelské fráze jsou v rozporu s prožívanou skutečností. Lidovým, někdy až záměrně neumělým jazykem a užíváním argotu mají výrazný ironický nádech. V některých básních je zřejmé ovlivnění Christianem Morgensternem.
Většina básnických sbírek není rozsahem velká, teprve později jsou koncipovány větší celky (Deník dívky, která hledá Egona Bondyho, 1971). Básně jsou často politicky angažované, nezřídka se i v pozdější tvorbě objevují expresivní výrazy. Motiv odmítání reálného socialismu vystřídal po roce 1989 motiv odmítání konzumní společnosti.
„Výkon a spotřeba – to jediné se cení

Ve světě v němž sněj o uplatnění

a kdo nevěří na to omámení

moc brzo zjistí že už člověkem není

je jen nástrojem k upotřebení“
(z básně „Největší radost mám z projevů pana prezidenta“. Ze sbírky Dvě léta 1991)
Po smrti své družky Julie v roce 1994 poezii psát přestal. Nakladatelství Pražská imaginace vydalo v letech 1989–1993 soubor jeho básnického díla z let 1950–1987. Řadu básní zhudebnila skupina The Plastic People of the Universe.

## Dílo prozaické, dramatické a překladatelské
Po pokusech z počátku 50. let (např. román 2000 z r. 1950) začíná Bondy s prózou až počátkem 70. let. Prvním dílem je Sklepní práce (samizdat 1973, knižně Toronto 1988, Olomouc 1997), v němž se prolíná rovina groteskní současnosti s linií filozofických úvah a nadpřirozena. Následuje celá řada dalších próz, v níž dává autor najevo znechucení reálným socialismem, ať už v podobě antiutopie Invalidní sourozenci (psáno 1974), nebo epicky zpracovaná Cesta Českem našich otců (1983). Oblibu si získaly historické jinotajné povídky Mníšek (1975) a Šaman (1976), originální téma představuje satirická sci-fi z daleké budoucnosti, Nepovídka (1983), kde jsou umělé inteligentní bytosti konfrontované s primitivností lidstva, žijícího v rezervaci. Nepovídka je už zrcadlem nikoliv jen reálného socialismu, ale celého moderního lidstva. Podobné teze najdeme též v divadelní hře Ministryně výživy 1970.
V dílech nezřídka vystupují reálné postavy, nepřímo velmi často Bondy a jeho družka Julie, někdy ale celá řada dalších osobností – nejzřetelněji v hravé próze 677 (1977), kde čtenář narazí na jména, občas mírně pozměněná, jako Petr Uhl, Václav Havel nebo Karel Kosík.
Po roce 1989 se jeho próza staví jednoznačně kriticky k současné situaci. Bondy píše například kyberpunkový román Cybercomics (1997). Časopis A2 zařadil tuto knihu do českého literárního kánonu po roce 1989, tedy do výběru nejdůležitějších českých knih v období třiceti let od sametové revoluce. Některé další texty mají meditativní charakter, jsou však plné skepse: Hatto (1994), Severin (1996), Údolí (1998). Novelu Epizóda 96 (1997) napsal slovensky. Celkem čítá Bondyho bibliografie asi dvacítku próz.
Kromě již zmiňované Ministryně výživy je Bondy autorem několika (12–14) dalších her. Projevil se rovněž jako překladatel, nejznámější je asi překlad Šibeničních písní od Christiana Morgensterna. Dále Bondy přeložil některé texty filozofické, v rukopise dosud zůstává do češtiny přebásněná poezie Mao Ce-tunga.

## Dílo filozofické
Bondy je jedním z nejoriginálnějších, ovšem také nejkontroverznějších českých filozofů. Vědecké články publikoval od 60. let, první knihy vyšly rovněž díky přičinění filozofa Milana Machovce, s nímž ho pojilo dlouholeté přátelství. Jeho syn Martin Machovec se stal později editorem Bondyho díla.
Nejvýznamnějším filozofickým dílem je Útěcha z ontologie (1968), kde se autor vyrovnává s různými modely bytí a dospívá k modelu ateistickému – nesubstančnímu. Předkládá zde mnoho nových názorů. Uveďme například, že se vznikem světa se vyrovnává tezí o samovzniku bytí v absenci bytí, přičemž samovzniku nemůže předcházet ani jeho možnost, neboť i posibilita je „něco“, která by vyžadovala vysvětlení svého vlastního vzniku. Bondy zavedl dále kategorii „ontologického pole“, které umožňuje plnohodnotnou existenci informací v realitě, v knize se setkáme s otázkami po smyslu lidské existence, Bondy dokazuje, že k uchopení ontologické reality není třeba Boha, protože touto kategorií se vysvětlování univerza vůbec nezjednodušuje. Podle Milana Machovce představuje kniha "největší filozofický přínos světového významu poměřovatelný s Aristotelem, Kantem a Hegelem".  
V 70. letech rozpracoval etickou analýzu smyslu lidské existence v souvislosti s možným vytvořením artificiálních a na biotické existenci nezávislých bytostí (Juliiny otázky, 1971; populárně pak próza Nepovídka, 1983).
V 70. a 80. letech významně přispívá k dialogu mezi marxismem a křesťanstvím. Původcem celého projektu byl Milan Machovec, mezi účastníky nalezneme např. Milana Balabána.
Zájem o orientální filozofii a vědomí dobových nedostatků ve zpracování tématu u nás ho přivedly k sepsání dějin filozofie. Na 13 samizdatových svazcích pracoval v letech 1977–1989. Poznámky k dějinám filozofie vyšly později v 6 svazcích. Zůstaly ovšem torzem a zejména oddíl o antice zaznamenal z vědeckých kruhů nepříznivou kritiku. Více ceněny jsou oddíly o orientální filozofii indické, čínské, arabské a židovské. V roce 1993 připravil s Marií Čarnogurskou překlad Tao Te ťingu.
Bondy nadále píše filozofické eseje. Rozpracovává v nich myšlenky nesubstanční ontologie a provádí syntézu „západních“, buddhistických a taoistických přístupů k základní struktuře skutečnosti. Souhrn těchto dosud nevydaných poznámek a esejů nese provizorní název „Příběh o příběhu“.
Byl autorem románové trilogie, která je zařazena i mezi díla sci-fi literatury – Invalidní sourozenci, Afghanistan a Bezejmenná.
V letech normalizace i po roce 1989 se věnoval také politologickým analýzám, v nich vždy zůstával věrný svému nedogmaticky marxistickému světonázoru.
„…co je moudrostí Boha, nevím. Snad jen právě to, že je oporou všemu, aniž by to buzeroval nějakými pitomými radami. Ale co je moudrostí člověka, vím, neboť je to nad slunce jasnější a řve to na nás dnes už z každé vteřiny času a z každého smetí pod nohama: je to bouřit se, bouřit se a bouřit se, protože jedině tento postoj je za všech okolností oprávněný. Je sranda, že nám v Evropě to muselo trvat dva a půl tisíce let naší zázračné anticko-křesťansko-árijské kultury, než to nakousl aspoň André Breton po druhé světové válce, a že v Číně zmilitký předseda Mao to dokázal říct rovnou na plnou hubu.“ (Sklepní práce, s. 160)
Vzhledem ke svým analýzám kapitalistických systémů i systémů sovětského bloku nebyl Bondy nijak překvapen vývojem po roce 1989. Zatímco velká část intelektuálů nekriticky oslavovala tržní hospodářství jako pravou říši svobody a po odmítnutí pravdy včerejší se ochotně vracela k pravdě předvčerejší, Egon Bondy si uchoval i v nových podmínkách kritický odstup a – jako jeden z mála – už tehdy varoval před vzrůstajícím vlivem nadnárodních korporací a nadnárodní finanční oligarchie.

### Poezie

#### Jednotlivá vydání
- Pražský život – Poezie mimo domov, Mnichov 1985 (psáno 1952)
- Nesmrtelná dívka – Poezie mimo domov, Mnichov 1989 (Mladá Fronta 1992) (psáno 1952)
- Bez paměti žilo by se lépe[výbor] – M-art, Praha 1990
- Básně 1988 aneb Čas spíše chmurný + Odplouvání – Inverze, Praha 1990
- Dvě léta (Básně 1989 a 1990) – Inverze 1991
- Ples upírů – Obrys-Kontur / Poezie mimo domov, Mnichov 1995
- Zbytky eposu – F. R. And G., Bratislava 1998 (psáno 1955)
- Velká kniha – Maťa, Praha 2000 (psáno 1952)
- Sbírečka – Maťa, Praha 2000 (psáno 1974)
- Deník dívky, která hledá Egona Bondyho – PT, Bratislava 2001 (psáno 1971)
- To jsou zbytečné verše – Maťa, Praha 2003 (psáno 1975)

#### Souborná vydání
- Básnické dílo sv. 1 (epické básně z padesátých let) – Pražská imaginace, Praha 1989
- Básnické dílo sv. 2 (básnické sbírky z let 1950–1953) – Pražská imaginace, Praha 1989
- Básnické dílo sv. 3 (básnické sbírky z let 1954–1963) – Pražská imaginace, Praha 1990
- Básnické dílo sv. 4 (Naivita) – Pražská imaginace, Praha 1991
- Básnické dílo sv. 5 (Kádrový dotazník + básnické sbírky z let 1963–1971) – Pražská imaginace, Praha 1991
- Básnické dílo sv. 6 (Deník dívky, která hledá Egona Bondyho) – Pražská imaginace, Praha 1991
- Básnické dílo sv. 7 (básnické sbírky z let 1971–1974) – Pražská imaginace, Praha 1992
- Básnické dílo sv. 8 (básnické sbírky z let 1974–1976, Příšerné příběhy) – Pražská imaginace, Praha 1992
- Básnické dílo sv. 9 (básnické sbírky z let 1977–1987) – Pražská imaginace, Praha 1993
- Ve všední den i v neděli – DharmaGaia, Praha 2009 (Výbor z básnického díla 1950–1994)
- Básnické spisy I. – 1947–1963 – Argo, Praha 2014
- Básnické spisy II. – 1962–1975 – Argo, Praha 2015
- Básnické spisy III. – 1976–1994 – Argo, Praha 2016

### Próza
- Invalidní sourozenci – 68 Publishers, Toronto 1981 (Archa, Praha 1991) (psáno 1974)
- Sklepní práce – 68 Publishers, Toronto 1988 (Votobia, Olomouc 1997) (psáno 1973)
- Orwelliáda /Afghánistán + próza Alexandra Kabakova: Emigrant/ (Delta, Praha 1990)
- 3× Egon Bondy – Šaman, Mníšek, Nový věk – Panorama, Praha 1990 (psáno 1975, 1974 a 1982)
- Gottschalk, Kratés, Jao Li, Doslov – Zvláštní vydání, Brno 1991 (psáno 1988)
- Cesta Českem našich otců – Česká expedice, Praha 1991 (psáno 1983)
- Nepovídka – Zvláštní vydání, Brno 1994 (psáno 1983)
- Hatto – Zvláštní vydání, Brno 1995
- Příšerné příběhy 1975–1986 – Maťa, Praha 1995
- Leden na vsi – Torst, Praha 1995 (psáno 1977)
- Severin – Votobia, Olomouc 1996
- Agónie – Epizóda 96 – PT, Bratislava 1997
- Cybercomics – Zvláštní vydání, Brno 1997
- Týden v tichém městě – PT, Bratislava 1998
- Údolí – PT, Bratislava 1998
- Bezejmenná – Zvláštní vydání, Maťa, Brno-Praha 2001 (psáno 1987)
- 677 – Zvláštní vydání, Brno 2001 (psáno 1977)
- Afghánistán – Zvláštní vydání, 2002
- Máša a Běta – Akropolis, Praha 2006 (psáno 1978)
- Šaman – Akropolis, Praha 2006 (psáno 1975) (první samostatné vydání)
- Bratři Ramazovi – Akropolis, Praha 2007 (psáno 1985)
- Mníšek, Vylitý nočník – Akropolis, Praha 2008 (psáno 1974 a 1979)
- Nový věk, Nepovídka – Akropolis, Praha 2017 (psáno 1982 a 1983)
- Gottschalk, Hatto – Akropolis, Praha 2017 (psáno 1988 a 1995)
- Sklepní práce – Akropolis, Praha 2018 (psáno 1973)
- Bezejmenná – Akropolis, Praha 2019 (psáno 1986)
- Severin – Akropolis, Praha 2020 (psáno 1995)
- Dlouhé ucho – Akropolis, Praha 2020 (psáno 1997)

### Ostatní
- Ministryně výživy – Arkýř, Mnichov 1989 (Dilia, Praha 1991) – divadelní hra (psáno 1970)
- Prvních deset let – Maťa, Praha 2003 – autobiografie (psáno 1981)
- Hry – Akropolis, Praha 2007 – soubor her z let 1968–1970

### Filozofické práce
- Otázky bytí a existence. Svobodné slovo, Praha 1967 (psáno 1961).
- Útěcha z ontologie. Academia, Praha 1967.
- Buddha. Orbis, Praha 1968.
- Filozofické eseje, sv. 1 (Útěcha z ontologie). DharmaGaia, Praha 1999.
- Filosofické eseje, sv. 2 (Juliiny otázky, Doslov). DharmaGaia, Praha 1993.
- Filozofické eseje, sv. 3. DharmaGaia, Praha 1994.
- Filozofické eseje, sv. 4. DharmaGaia, Praha 1995.
- Poznámky k dějinám filozofie sv. 1 (Indická filosofie). Vokno, Praha 1991
- Poznámky k dějinám filozofie sv. 2 (Čínská filosofie). Vokno, Praha 1993.
- Poznámky k dějinám filozofie sv. 3 (Antická filosofie). Vokno, Praha 1994.
- Poznámky k dějinám filozofie sv. 4 (Filosofie sklonku antiky a křesťanského středověku). Vokno, Praha 1993.
- Poznámky k dějinám filozofie sv. 5 (Středověká islámská filosofie, filosofie renesance a reformace). Vokno, Praha 1995.
- Poznámky k dějinám filozofie sv. 6 (Evropská filosofie XVII. a XVIII. století). Vokno, Praha 1996.

### Politologické eseje
- Neuspořádaná samomluva. L. Marek, Brno 2002 (psáno 1984)
- O globalizaci. L. Marek, Brno 2005
- Pracovní analýza a jiné texty. Filosofia, Praha 2017 (psáno 1969)

### Překlady
- Erich Fromm: Budete jako bohové – Lidové noviny, Praha 1993. (psáno 1969)
- Lao-c’: O ceste Tao a jej tvorivej energii Te. – Hevi, Bratislava 1993 (s Marínou Čarnogurskou)
- Christian Morgenstern: Morgenstern v Čechách – Vida Vida, Praha 1996. (podíl Bondyho: 13 překladů ze 179) (psáno 1951)
- Lawrence Ferlinghetti: I Am Waiting. – Silberman, Bratislava 1998.
- Christian Morgenstern: Šibeniční písně / Galgenlieder – Labyrint, Praha 2000 (psáno 1951)
- Lao-c: Tao Te ťing: kánon o Tao a Te. Podľa Wang Piho kopie originálu preložili Marina Čarnogurská a Egon Bondy; doslov Egon Bondy – Bratislava: Agentúra Fischer Pezinok Formát, 2005.

### Netištěné dokumenty
- Egon Bondy – My žijeme v Praze. CD+DVD. CD (zvuk): 50 Egonem Bondym čtených básní + Dopis občanu Lopatkovi + 1 bonus. DVD (obraz): Klukovice (v roce 1974 natočil Jan Ságl); Židovský hřbitov (v roce 1984 natočil Tomáš Mazal); My žijeme v Praze… (v letech 1984/85 natočili Tomáš Mazal & Pablo de Sax). Guerilla records, 2007.
- Fišer alias Bondy televizní dokument ČT, 2000.